# Weinschenk
Weinschenk ist ein deutscher Familienname.

## Herkunft und Bedeutung
Weinschenk ist ein Berufsname und bezieht sich auf den Weinschenk.

## Varianten
- Wein, Weinbauer, Weinbörner, Weinbrenner, Weingartner, Weingärtner, Weinmann, Weinmeister, Weinmeyer, Weinschenck

## Namensträger
- Ernst Weinschenk (1865–1921), deutscher Petrologe und Mineraloge
- Horst Weinschenk, deutscher Radrennfahrer
- Hans-Erich Weinschenk (1927–1986), deutscher Ingenieur (Schweißtechnik) und Hochschullehrer; Rektor
- Hans-Jörg Weinschenk (* 1955), deutscher Opernsänger (Tenor)
- Johann Christoph Weinschenk (1722–1804), deutscher Mediziner
- Marita Pabst-Weinschenk (* 1955), deutsche Pädagogin und Sprechwissenschaftlerin